# Samuel Mauger
Samuel Mauger (ur. 12 listopada 1857 w Geelong, zm. 26 czerwca 1936 w Melbourne) – australijski działacz społeczny i polityk, w latach 1907-08 minister poczty.
Pochodził ze stanu Wiktoria, choć jego rodzice na krótko przed jego narodzinami przybyli do Australii z wyspy Guernsey. Nie ukończył szkoły, gdyż jego ojciec zapadł na reumatyzm i musiał przejąć prowadzenie należącej do niego wytwórni kapeluszy. Równocześnie z działalnością gospodarczą, Mauger był aktywny w wielu organizacjach pozarządowych, m.in. ochotniczej straży pożarnej. Należał do Kościoła prezbiteriańskiego i pełnił rolę nauczyciela w szkółce niedzielnej. Kilkakrotnie próbował dostać do Zgromadzenia Ustawodawczego Wiktorii, jednak udało mu się to dopiero za czwartym razem, w 1900 roku.
Zaledwie rok później postanowił przejść do polityki federalnej i uzyskał miejsce w Izbie Reprezentantów, z okręgu
Melbourne Ports, gdzie zasiadł w ławach Partii Protekcjonistycznej. W 1906 ponownie dostał się do parlamentu, tym razem z okręgu Maribyrnong oraz wszedł do drugiego gabinetu Deakina, gdzie został ministrem bez teki. W trzecim gabinecie Deakina kierował resortem poczty. W 1910 stracił swój mandat parlamentarny. W latach 1913 i 1914 startował bez powodzenia w wyborach do Senatu, po czym postanowił wycofać się z polityki.
W późniejszym okresie życia wrócił do aktywności pozarządowej, zajmując się m.in. propagowaniem abstynencji. Był uznawany za świetnego organizatora, dlatego wiele stowarzyszeń czy zrzeszeń chętnie korzystało z jego pomocy. Zmarł w Melbourne w 1936 roku, mając 78 lat. Tam też został pochowany, zaś w jego ostatniej drodze towarzyszyła mu strażacka asysta honorowa.